# Elección de la Comisión Delegada de la Asamblea Nacional de Venezuela de 2020
La elección de la Comisión Delegada de la Asamblea Nacional de Venezuela de 2020 fue el proceso llevado a cabo en la sesión ordinaria del 5 de enero de 2020, en el que 160 diputados de los 167 que se conforma en total eligieron al presidente, primer y segundo vicepresidente, secretario y subsecretario del parlamento para el periodo ene-2020 ene-2021. Fue la última elección de su tipo en la IV legislatura.
Mientras se impedía la entrada a diputados de la Mesa de la Unidad Democrática al Palacio Federal Legislativo, ya adentro del hemiciclo, y en una corta sesión legislativa sin quorum, los diputados del Partido Socialista Unido de Venezuela y un grupo de parlamentarios acusados de corrupción que fueron expulsados de los partidos opositores, eligieron a Luis Parra como presidente de la Asamblea Nacional, a Franklyn Duarte como primer vicepresidente y José Gregorio Noriega como segundo vicepresidente, fuera del proceso de votación establecido en el Reglamento de Interior y Debate.

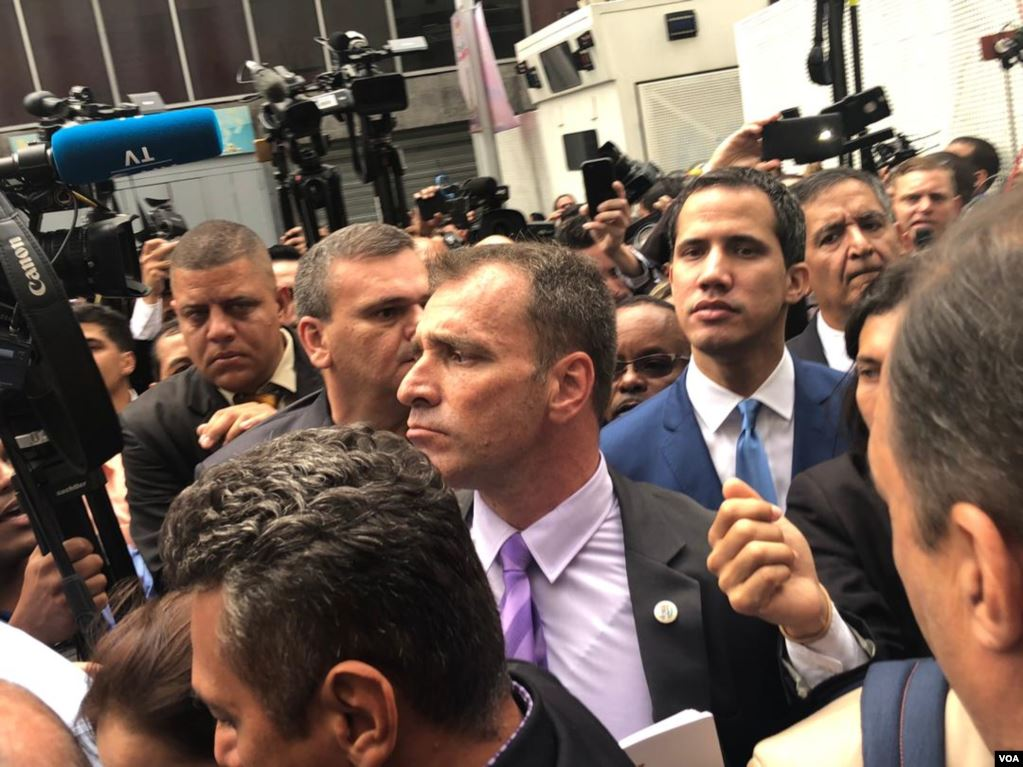
Juan Guaidó intentando ingresar a la Asamblea Nacional de Venezuela ante el bloqueo policial.

En otra reunión posterior convocada por Guaidó en las oficinas del diario El Nacional, 100 diputados votaron nominalmente por Juan Guaidó como presidente, Juan Pablo Guanipa (Primero Justicia), como primer vicepresidente, y Carlos Eduardo Berrizbeitia (Proyecto Venezuela) como segundo vicepresidente. Los diputados que se encontraban en el exterior podían emitir su voto, luego de una polémica modificación del reglamento de interior y debate de la Asamblea Nacional.

## Sistema de votación
El artículo 194 de la Constitución de la República Bolivariana de Venezuela indica:

Artículo 194. La Asamblea Nacional elegirá de su seno un Presidente o Presidenta y dos Vicepresidentes o Vicepresidentas, un Secretario o Secretaria y un Subsecretario o
Subsecretaria fuera de su seno, por un período de un año. El Reglamento establecerá las formas de suplir las faltas temporales y absolutas

### Voto a distancia
El 17 de diciembre de 2019, la Asamblea Nacional aprobó la modificación del Reglamento de Interior y Debate, específicamente en los numeral 4, artículo 13 y los artículos 43 y 56, de manera que los diputados que se encuentren «exiliados», puedan votar desde su país de residencia. La propuesta, aprobada por 93 diputados y presentada por la diputada de Acción Democrática, Dennis Fernández, incluye la admisión de las tecnologías de información y comunicación (TIC) para garantizar el quorum y las deliberaciones.
Los diputados del Partido Socialista Unido de Venezuela se retiraron de la sesión y no votaron. Le acompañaron también los diputados José Brito, Conrado Pérez y Luis Parra, todos exmilitantes de Primero Justicia. El Tribunal Supremo de Justicia declaró nula la modificación del reglamento, ya que, según el presidente de la Sala Constitucional Juan José Mendoza, la reforma carece de «efecto jurídico» al considerar que «colida» con lo establecido en la Constitución.

## Postulaciones
El presidente de la Asamblea Nacional y reconocido como presidente de Venezuela Juan Guaidó anunció su reelección en la jefatura del parlamento, entre dudas sobre si conseguirá los votos necesarios, que son 84. Guaidó recibió el apoyo en su reelección como presidente de 27 partidos políticos, entre los que se encuentran con representación parlamentaria: Encuentro Ciudadano, Voluntad Popular, Acción Democrática, Un Nuevo Tiempo, Primero Justicia, La Causa R y una facción de Copei. El 5 de enero de 2020, Guaidó renunció a su militancia en Voluntad Popular.
La fracción 16 de Julio (Soy Venezuela), integrada por Vente Venezuela, Alianza Bravo Pueblo y Convergencia, liderada por el diputado Biagio Pilieri, no ofreció detalles sobre a quién votarían en la elección del 5 de enero, y más bien se refirió a respetar el acuerdo de gobernabilidad de febrero de 2016, en el que la presidencia de la Asamblea Nacional le correspondería a partidos minoritarios. Sin embargo, tras la proclamación de Luis Parra el 5 de enero de 2020, la fracción otorgó su voto favorable a la mesa directiva de Guaidó.[cita requerida]

## Antecedentes

### Investigación de Operación Alacrán y Armando.info
En noviembre de 2019, el diputado José Guerra denunció una estrategia para "sobornar" a legisladores de la oposición en lo que denominó "Maleta Verde", con el objetivo de romper la mayoría cualificada que tenía la oposición en la Asamblea Nacional.
El 1 de diciembre, el sitio web Armando.info publicó una investigación informando que nueve parlamentarios mediaron a favor de dos empresarios vinculados con el gobierno. Tras la publicación de la investigación, los diputados Luis Parra, José Brito, Conrado Pérez y José Gregorio "Goyo" Noriega fueron destituidos de sus cargos en Justicia Primero y Voluntad Popular.
La oposición venezolana alegó que fueron blanco de lo que describieron como una "campaña de soborno e intimidación" del gobierno de Nicolás Maduro en diciembre de 2019. Legisladores venezolanos y el Departamento de Estado de Estados Unidos dijeron que a diputados de la oposición, en partidos liderados o aliados con Guaidó, se les ofrecía hasta un millón de dólares por no votar por él. Luis Parra y otros diputados de la oposición fueron destituidos de sus partidos tras las denuncias de que Maduro los estaba sobornando. Los diputados de la Asamblea Nacional Ismael León y Luis Stefanelli acusaron directamente a Parra en diciembre de 2019 de intentar sobornar a los diputados para que votaran en contra de Guaidó. Parra negó las acusaciones y dijo que estaba abierto a ser investigado por corrupción. Semanas antes de su investigación, Parra compartió abiertamente su apoyo a Guaidó y promovió su movimiento de protesta.
La diputada Delsa Solórzano acusó a Nicolás Maduro en CNN Radio Argentina de dirigir el operativo. Según ella, el gobierno recurrió a este método luego de no encarcelar ni suspender la inmunidad parlamentaria de los diputados, denunciando un aumento considerable de la persecución política a medida que se acercaba el 5 de enero, explicando que las fuerzas de seguridad han acudido a las casas de muchos diputados sin suplentes., y el único con uno, según Solórzano, sí aceptó el soborno. El 3 de enero de 2020, Nicmer Evans, un analista radicado en Caracas, alegó que Maduro había logrado que 14 diputados no votaran por Guaidó a través de estas tácticas. Guaidó teóricamente controlaba 112 escaños en la Asamblea en ese momento, necesitando 84 votos para ganar.

### Arresto y acusaciones
Además, al diputado Juan Requesens, quien se encuentra detenido como preso político desde agosto de 2018, se le retiraron los derechos de visita para el día de las elecciones, según su hermana Rafaela. En diciembre de 2019, el diputado Gilber Caro también fue arrestado sin cargos.

## Acontecimientos

### Redada hotel de diputados
En la madrugada del 5 de enero, miembros de la Policía y del Servicio de Inteligencia ingresaron al Paseo Las Mercedes, hotel en el que se alojaban muchos diputados de la oposición. Los funcionarios dijeron que encontraron artefactos explosivos en el hotel.

### Bloqueo del Parlamento
Por la mañana, los diputados comenzaron a pasar los numerosos controles de entrada del Palacio Federal Legislativo. Hubo un momento en el que la Guardia Nacional empezó a permitir la entrada una a una. Diputados de la oposición denunciaron que los funcionarios estaban frenando deliberadamente el ingreso, y muchos legisladores hablaron con el líder minoritario, para interceder, quien salió varias veces. Hubo un momento en el que no se permitió la entrada a los diputados de la oposición en el último puesto de control. Guaidó y otros diputados de la oposición fueron bloqueados por la Guardia Nacional Bolivariana.
También se impidió a los periodistas cubrir el evento. Las fuerzas de seguridad solo permitieron el ingreso a reporteros cuyos nombres aparecían en una lista proporcionada por el Ministerio de Información de Maduro. Se permitió la entrada al edificio a los medios de comunicación estatales. Aproximadamente 35 de los medios de comunicación nacionales e internacionales acreditados por la Asamblea Nacional para cubrir las sesiones legislativas no pudieron ingresar. El Sindicato de Trabajadores de la Prensa de Venezuela publicó una lista de casi cuarenta medios a los que se les negó la entrada a la Asamblea Nacional.
A algunos representantes diplomáticos, incluidos los de Alemania, los Países Bajos y España, también se les negó la entrada, y los delegados de Chile y México fueron los únicos a los que se permitió el acceso.
Después de las 11:00 a. m. (VET), cuando estaba programado el inicio de la sesión, los diputados progubernamentales dentro de la sala de sesiones comenzaron a gritar "que comience la sesión". Después de corear, cantar y tomar fotografías, los diputados simularon la elección de una nueva dirección parlamentaria, nombrando a Óscar Figuera, diputado del Partido Comunista de Venezuela, como presidente "autoproclamado" de la Asamblea. Figuera pronunció un discurso y bromeó que el grupo designado sería transitorio, ya que en breve se nombraría una nueva dirección.
A la diputada Nirma Guarulla se le impidió la entrada y le quitaron la credencial parlamentaria, y las diputadas Delsa Solórzano y Nora Bracho fueron agredidos después de intentar entrar. Se corrió el rumor de que Gilberto Sojo, suplente de Gaby Arellano que tenía medidas cautelares, podría ser detenido, provocando que Guaidó decida quedarse a su lado. Estos hechos llevaron a Guaidó a negarse cuando la Guardia Nacional le pidió que ingresara si no entraban los diputados restantes, una veintena. Sin embargo, los funcionarios nunca le abrieron el acceso de entrada ni le solicitaron su credencial, y por el contrario, reforzaron la seguridad en el perímetro. Posteriormente, la Guardia Nacional les impidió la entrada a Guaidó ya los demás diputados de la oposición. Guaidó intentó trepar por una valla alrededor del edificio, pero fue empujado hacia atrás por miembros de la Guardia Nacional.

### Luis Parra se declara presidente
Periodo ene-2020 ene-2021
Poco antes del inicio de la sesión, frente al Palacio Legislativo, José Brito postuló a Luis Parra como candidato alternativo a Guaidó, así como a Franklyn Duarte y José Gregorio Noriega como vicepresidentes primero y segundo, respectivamente.
Mientras la mayoría de parlamentarios estaban en las afueras del parlamento intentando ingresar con los medios de comunicación, Francisco Torrealba (delegado del PSUV) aseguró que como Juan Guaidó no llegó a la hora prevista para inaugurar la sesión, los diputados dentro de la Cámara Legislativa decidieron aplicar el Reglamento Interno y de Debate, estableciendo que el diputado de mayor edad asumiría la presidencia de la Asamblea para moderar la elección de un nuevo liderazgo.
Luis Parra, a quien antes se le concedió acceso al palacio legislativo, anunció por sorpresa que sería designado presidente de la Asamblea Nacional. Los delegados diplomáticos que estaban presentes se retiraron. Diputados partidarios del gobierno y de la oposición empezaron a subir a la tribuna y a discutir, y los diputados José Brito y Marcos Bozo tuvieron una pelea. Un grupo de hombres acompañados de los diputados oficialistas Nosliw Rodríguez e Ileana Medina intentaron abrir con fuerza la sala de control de sonido de la sala de sesiones, pateando la puerta, mientras la diputada María Beatriz Martínez intentaba impedirlo.
Diputados del Partido Socialista Unido de Venezuela (PSUV) dieron instrucciones a Parra, Franklyn Duarte y José Gregorio Noriega, asegurando que había cuórum para el nombramiento y pidiéndole que asumiera las funciones de la Presidencia de la Asamblea. Francisco Torrealba ordenó a Parra que permaneciera sentado y llamara a la secretaria. Otros diputados del PSUV le entregaron un megáfono a Parra para que lo dejara hablar, y cuando lograron ingresar a la sala de control de sonido le hicieron saber que la cámara tenía sonido que podía usar los micrófonos.
Luis Parra se proclamó presidente de la Asamblea Nacional. Franklyn Duarte y José Gregorio Noriega fueron nombrados vicepresidente primero y segundo de la Asamblea Nacional, respectivamente. Negal Morales fue nombrado secretario de la Asamblea Nacional. No se confirmó el cuórum y, contrariamente al artículo 8 del Reglamento Interno y de Debate, no se procedió a la votación de cada cargo.
En declaraciones a los periodistas, Parra dijo que 140 legisladores estaban presentes en su sesión y que había sido elegido con 81 votos. Pedro Carreño, diputado del partido gobernante, dijo a la AFP que había 150 diputados presentes y que Parra recibió 84 votos, la mayoría exacta necesaria para ganar. Nicolás Maduro reconoció a Parra como el nuevo presidente de la Asamblea Nacional, diciendo que "hubo una rebelión dentro de la Asamblea Nacional" y que "la Asamblea Nacional ha tomado una decisión". Sobre la polémica de la oposición que intenta ingresar al Palacio Federal Legislativo, Maduro dijo que "si el fallido Guaidó no quiso ingresar fue porque no tenía los votos", desestimando que Guaidó y sus simpatizantes no pudieron ingresar. Parra dijo a los medios estatales que iniciaron la sesión antes de que llegara Guaidó, por lo que no estaba. Francisco Torrealba calificó la proclamación de "insólita", pero "válida" e "histórica".
La oposición dijo que la elección no logró cuórum y que Parra se declaró presidente sin contar los votos. Cuando los reporteros le pidieron a Parra el recuento oficial de votos, que generalmente se publica el mismo día, dijo que "no estaba disponible" y que no había una fecha para su publicación.

### Juan Guaidó electo presidente
Periodo ene-2020 ene-2021
Luego de que se le impidiera ingresar al Palacio Federal Legislativo el 5 de enero de 2020 a los parlamentarios, Guaidó anunció que se realizaría una sesión separada de la Asamblea Nacional en el edificio de El Nacional, un periódico venezolano. Los diputados de la Asamblea Nacional firmaron sus nombres en una lista de asistencia al ingresar a las instalaciones.
Stalin González, designado como secretario incidental, explicó que existían dos listas de asistencia: la primera era la de quienes no pudieron iniciar la sesión en el Palacio Federal Legislativo, 127 diputados, es decir, hubo cuórum pero no se les permitió ingresar. En la segunda lista también hubo cuórum.
En la sesión, Guaidó fue reelegido presidente de la Asamblea Nacional; hubo 111 votos en total de diputados, con 100 que aprobaron la reelección de Guaidó como presidente. Juan Pablo Guanipa y Carlos Berzibeitia fueron elegidos como primer y segundo vicepresidente, respectivamente, prestando juramento en el lugar.
Durante el discurso de Guaidó, anunció su renuncia a Voluntad Popular para asegurar más autonomía en sus acciones.
Varios diputados en el extranjero siguieron y respaldaron la votación de forma remota desde Madrid, España.

## Desenlace
El grupo del 16 de julio, que previamente dijo que votaría con base en el acuerdo de gobierno de febrero de 2016, votó para nombrar a Guaidó como presidente de la Asamblea Nacional después de la proclamación de Parra.
Después de la proclamación de Parra, Negal Morales, secretario designado por Parra, tuiteó: 

#AsambleaNacional aún sin cuórum, y sin la mayoría de los parlamentarios en el hemiciclo, hoy decidimos tomar la @AsambleaVE por la fuerza, en alianza con el Psuv y @NicolasMaduro para lograr un cambio en Venezuela, con participación de todos. Pedimos al pueblo su respaldo!
#NationalAssembly still without quorum, and without the majority of the parliamentarians in the chamber, today we decided to take over the @AsambleaVE by force, in alliance with the PSUV and @NicolasMaduro to accomplish a change in Venezuela, with the participation of everyone. We ask support to the people!

El tuit fue eliminado y Morales luego tuiteó que la declaración era falsa, pero el tuit se archivó en Wayback Machine antes de ser eliminado junto con varias respuestas aproximadamente una hora después de su publicación.
El partido COPEI anunció que los diputados Franklyn Duarte y Manuel González serían enviados al consejo disciplinario del partido por su participación en la proclamación de Parra. Franklyn Duarte fue posteriormente expulsado de COPEI el 6 de enero de 2020.

### Sesión de seguimiento y reinversión de Guaidó
El 7 de enero, Luis Parra y sus aliados iniciaron una sesión legislativa sobre la escasez de gas nacional. Parra inició la reunión sin las cifras de asistencia que normalmente se requieren para iniciar una sesión. Guaidó y otros legisladores de la oposición no pudieron ingresar debido a las barricadas policiales. La sesión de Parra se detuvo cuando los legisladores de la oposición entraron por la fuerza, y se vio a Parra huyendo del Palacio Legislativo cuando entraron los diputados de la oposición. Luego de que se cortara la electricidad en el parlamento, Guaidó inició una nueva sesión parlamentaria y prestó juramento para continuar su rol de presidente de la Asamblea Nacional. Al salir del parlamento, las fuerzas de seguridad dispararon botes de gas. Algunos periodistas y legisladores de la oposición denunciaron haber sido heridos y robados por milicias civiles armadas. Luego de estos hechos, Parra reafirmó su reclamo a la presidencia de la Asamblea Nacional.

### Sanciones de Estados Unidos
El Departamento del Tesoro de los Estados Unidos sancionó a siete personas, "quienes, a pedido de Maduro, intentaron bloquear el proceso democrático en Venezuela", según el secretario del Tesoro de los Estados Unidos, Steven Mnuchin, el 13 de enero de 2020. Los sancionados tienen congelados sus activos en Estados Unidos y no se les permite hacer negocios con los mercados financieros estadounidenses ni con ciudadanos estadounidenses. La lista incluye a los miembros de la junta directiva nombrada por Parra y sus partidarios: Franklyn Duarte, José Gregorio Noriega, Negal Morales, José Brito, Conrado Pérez, Adolfo Superlano y el propio Parra.
Horas después, el canciller de Maduro, Jorge Arreaza, publicó un comunicado diciendo que las sanciones impuestas por el Tesoro de Estados Unidos buscan "interferir y menoscabar el buen funcionamiento de las instituciones democráticas, con la inusual intención de designar desde Washington a las autoridades del poder legislativo". El comunicado también sostiene que estas tácticas son "contrarias al derecho internacional y socavan la estabilidad, la paz y la autodeterminación del pueblo venezolano".

### Investigación sobre la cuenta de Parra
Un informe sobre el recuento de votos, que generalmente se publica el mismo día de las elecciones, no estuvo disponible después de que Parra tomó juramento. El 13 de enero de 2020, el Tribunal Supremo de Justicia de Venezuela (TSJ) ordenó a la Junta Directiva de Parra que presentara el recuento de votos y prueba de cuórum. El TSJ le dio cinco días para entregar el informe y dictaminó que provisionalmente tanto Parra como Guaidó, así como los vicepresidentes designados por ambas partes, gozarían de inmunidad legal Pide el recuento de Guaidó. Diez días después del juramento, aún faltaba el informe. Cuando se le preguntó, Parra ha dado varias versiones sobre por qué el informe no está disponible, incluido que el informe podría haber sido robado.
El 25 de mayo de 2020, en la resolución 0065 de la Sala Constitucional del Tribunal Supremo de Justicia, avaló como jefe de la Asamblea Nacional a Luis Parra. La decisión fue rechazada por Juan Guiadó y parte de la comunidad internacional. Al día siguiente, parte de la oposición del parlamento de Venezuela ratificó a Juan Guaidó como su presidente.

### Denuncia de Primero Justicia
El 16 de enero, José Brito y Conrado Pérez interpusieron una denuncia ante el Tribunal Supremo de Justicia contra la dirigencia de Primero Justicia, partido del que fueron expulsados. Los diputados pidieron ser restituidos en el partido, diciendo que no existía justificación para ser expulsados de Primero Justicia y su debido proceso, derecho de defensa y presunción de inocencia. También pidieron a la Audiencia Nacional que designe una nueva dirección "que estaba en Venezuela", ya que la actual estaba en el exilio, y que convocara nuevas elecciones internas.
Los diputados fueron recibidos por el presidente de la Sala Constitucional y la reunión duró poco más de una hora. Fuera del Tribunal Supremo, un grupo de alrededor de doscientas personas se reunió en apoyo de los diputados. El Pitazo informó que temprano en la mañana, algunas personas estaban repartiendo camisetas de la fiesta, la mayoría aparentemente nuevas. Varios manifestantes entrevistados por el medio expresaron desconocer los motivos de la reunión o el contenido de la denuncia presentada. En algunos casos, afirmaron haber sido llevados en bus, no pudieron decir por mucho tiempo que eran parte de Primero Justicia, no sabían que Luis Parra no estaba presente o declararon que les pagaban por asistir. El secretario general del partido, Tomás Guanipa, declaró que los diputados buscaron entregar la tarjeta electoral del partido a Nicolás Maduro.

### Sesiones interrumpidas y ataques a diputados
Guaidó convocó un mitin para acompañarlo a una sesión parlamentaria que se celebrará el 11 de enero, pero después de que las fuerzas de seguridad atrincheraron el parlamento, la sesión se llevó a cabo en la sede de El Nacional.
Las fuerzas de seguridad volvieron a barricar el palacio legislativo en la sesión de seguimiento programada por Guaidó el 15 de enero. Colectivos, grupos paramilitares civiles pro Maduro, aparecieron en escena y atacaron la caravana de legisladores que intentaba llegar al parlamento. Se escucharon disparos y un automóvil que transportaba a legisladores, que transportaba al vicepresidente de Guaidó, Berrizbeitia, rompió las ventanas, pero no se reportaron heridos. Guaidó denunció lo que calificó de "emboscada contra el Palacio Federal". La sesión se trasladó al municipio de El Hatillo en Caracas. Diosdado Cabello, presidente de la Asamblea Nacional Constituyente, un cuerpo legislativo diferente, felicitó a los colectivos por "defender estos espacios pertenecientes a la Revolución Bolivariana ".
Las fuerzas de seguridad y los colectivos negaron la entrada al parlamento por tercera vez a los diputados de la oposición el 21 de enero. La sede de Guaidó fue posteriormente allanada por fuerzas de inteligencia del SEBIN. Ese mismo día, un diputado opositor, Ismael León, fue detenido por las fuerzas especiales de la policía venezolana FAES, según miembros de Voluntad Popular. Las operaciones de las FAES suelen centrarse en los barrios pobres y la brigada fue acusada de llevar a cabo miles de ejecuciones extrajudiciales por parte de Naciones Unidas. Esta detención, junto con la de Caro en noviembre de 2019, serían las dos primeras veces que FAES trata con figuras públicas.
En marzo, la Alta Comisionada de las Naciones Unidas para los Derechos Humanos, Michelle Bachelet, en un informe actualizado sobre violaciones de derechos humanos en Venezuela, expresó su preocupación por los legisladores detenidos, Gilber Caro e Ismael León.

### Protestas
Varios miles de venezolanos, encabezados por Guaidó, realizaron una manifestación con el objetivo de recuperar el Parlamento el 10 de marzo de 2020 La marcha fue detenida por las fuerzas de seguridad que bloquearon las carreteras y lanzaron gases lacrimógenos para dispersar a la multitud. Posteriormente, legisladores de la oposición llevaron a cabo la sesión legislativa del martes en la plaza de Las Mercedes en Caracas. Luego del mitin, fuerzas especiales de la policía allanaron un hotel y detuvieron a tres legisladores que se alojaban allí; [menor alfa 3] dos de ellos fueron puestos en libertad posteriormente según el congreso. La administración de Maduro convocó una contraprotesta el mismo día, una manifestación a la que asistieron cientos de simpatizantes de camisas rojas. Las protestas fueron canceladas debido a la pandemia de COVID-19 en Venezuela.

## Reacciones

### Domésticas
- La vicepresidenta Delcy Rodríguez le dijo al vicepresidente de Estados Unidos, Mike Pence, que "se abstenga de su vulgar injerencia y aborde los graves problemas que sufre su país provocados por el belicismo irracional" y que "Estados Unidos no puede imponer su arrogancia a las decisiones que sólo pertenecen a soberanos Venezuela."[91] Su declaración se produce después de que Pence felicitara a Guaidó por su reelección.[92]
- El canciller de Maduro, Jorge Arreaza, rechazó el "intervencionismo vulgar" de Donald Trump en la elección de la cúpula parlamentaria.[93] Arreaza también le dijo a Mike Pompeo que “fracasó tu estrategia contra Venezuela, además de perder al títere principal (refiriéndose a Juan Guaidó)[94]
- El Partido Socialista Unido de Venezuela (PSUV), el partido político gobernante, ha convocado manifestaciones el 14 de enero en apoyo de Luis Parra y rechazando la violencia "cometida por sectores de la oposición de derecha" en la Asamblea Nacional el 5 de enero.[95]
- Javier Bertucci, presidente del partido Esperanza por El Cambio y excandidato presidencial, propuso repetir las elecciones con la participación de todos los diputados, representantes diplomáticos y periodistas.[96]
- Movimiento Estudiantil confirmó su apoyo a Juan Guaidó, condenó la proclamación de Parra y aseguró que acompañarán a los diputados a la sección parlamentaria prevista para el 7 de enero.[97][98] Guaidó avaló el llamado a asistir por parte del Movimiento Estudiantil.[99]
- Los miembros de la Facultad de Derecho Constitucional de la Universidad Central de Venezuela (UCV) describieron en rueda de prensa la votación en la que Guaidó fue elegido como "legal y legítimo". Su director, Tulio Álvarez, advirtió y advirtió que la Asamblea Nacional debía declarar como posible una "emergencia parlamentaria", lo que se establece en el Reglamento de Internacionales y Debates de la Asamblea y con base en las agresiones que ha sufrido la Asamblea desde 2015 y que su Facultad había documentado.[100]
- La presidencia de la Conferencia Episcopal de Venezuela advirtió que la elección de Luis Parra era "una nueva manifestación de la ideología totalitaria de quienes ostentan el poder político. Han promovido y protegido el no reconocimiento de la falta de autonomía de la legítima Asamblea Nacional; y, al mismo tiempo, pretenden reconocer a los dirigentes elegidos inválidamente contra toda legalidad constitucional".[101]

### Internacionales

#### Estados miembros de la ONU
- Alemania: El Ministerio de Relaciones Exteriores alemán felicitó a Guaidó por su reelección.[102] También ha instado al régimen de Maduro a respetar los derechos democráticos de la Asamblea Nacional de Venezuela.[103]
- Argentina: el canciller Felipe Solá tuiteó "Impedir por la fuerza el funcionamiento de la asamblea nacional es condenarse al aislamiento internacional".[35]
- Austria: El canciller Sebastian Kurz, reafirmó el apoyo de Austria a Guaidó y afirmó que sus llamamientos a elecciones presidenciales libres y justas para restaurar la democracia son cruciales.[104]
- Bolivia: La canciller Karen Longaric rechazó la "manipulación e intervención de Nicolás Maduro" y reiteró su apoyo a Juan Guaidó.[105] La presidenta interina Jeanine Áñez rechazó enérgicamente la intervención del régimen de Maduro contra la Asamblea Nacional de Venezuela y reiteró el apoyo a Guaidó y sus miembros.[106]
- Brasil: El canciller Ernesto Araújo acusó a Maduro de impedir enérgicamente la reelección de Guaidó y tuiteó "Brasil no reconocerá ningún resultado de esta violencia y esta afrenta a la democracia".
- Canadá: El canciller François-Philippe Champagne condenó que las fuerzas de seguridad no permitieran que los diputados se reunieran en la Asamblea Nacional.[107]
- Chile: Canciller Teodoro Ribera condenó los "actos intimidatorios" de la "dictadura de Maduro" contra diputados opositores.[108]
- Colombia: La Cancillería colombiana rechazó la proclama de Parra, considerando el proceso como "fraudulento" y sin garantías y condenando que se hizo sin la presencia de Guaidó y otros diputados de la oposición.[109]
- Costa Rica: La Cancillería de Costa Rica "condena enérgicamente la violencia contra la democracia en Venezuela".[110]
- Ecuador: el presidente Lenín Moreno condenó el "abuso" contra Guaidó en la Asamblea Nacional y expresó su apoyo a la oposición.[111]
- Estados Unidos: el secretario de Estado Mike Pompeo felicitó la reelección de Juan Guaidó y condenó "los fallidos esfuerzos del ex régimen de Maduro por negar la voluntad de la Asamblea Nacional elegida democráticamente".[112] El vicepresidente Mike Pence llamó a Guaidó para felicitarlo por su reelección y reafirmó su "apoyo al pueblo venezolano".[113] Posteriormente, el gobierno de Estados Unidos implementó sanciones contra Luis Parra y seis de sus partidarios parlamentarios.[114]
- Georgia: El canciller David Zalkaliani felicitó a Guaidó por su reelección y condenó los actos ilícitos contra la democracia y la Constitución de Venezuela como "inaceptables".[115]
- Japón: El Gobierno de Japón reafirmó su apoyo a Juan Guaidó como presidente interino de Venezuela. También expresó su preocupación por los actos contra la democracia en el país.[116]
- México: La Cancillería mexicana instó a Venezuela a decidir democráticamente el liderazgo de la Asamblea Nacional "de acuerdo con la constitución".[117]
- Países Bajos: El canciller Stef Blok dio la bienvenida a la reelección de Guaidó y reafirmó que el Reino "apoya los esfuerzos de Guaidó por una solución pacífica a la crisis en Venezuela".[118]
- Paraguay: Canciller Antonio Rivas condenó "represión violenta" contra diputados opositores.[119]
- Reino Unido: El Ministerio de Relaciones Exteriores y Commonwealth reiteró su apoyo a Juan Guaidó como presidente interino de Venezuela y condenó las acciones tomadas por el gobierno de Maduro para "frustrar el proceso democrático de la Asamblea Nacional venezolana el 5 de enero".[120]
- República Checa: el ministro de Relaciones Exteriores, Tomáš Petříček, apoyó la reelección de Guaidó y afirmó que las acciones contra una Asamblea Nacional elegida democráticamente constituyen otra violación del estado de derecho.[121]
- Rusia: El Ministerio de Relaciones Exteriores de Rusia consideró que el "nuevo liderazgo del parlamento es el resultado de un procedimiento democrático legítimo que conduce al retorno de la lucha política venezolana al campo constitucional".[122]
- Uruguay: El presidente Luis Lacalle Pou lo calificó como un "nuevo golpe a las instituciones democráticas".[123]

#### Estados no miembros de la ONU
- Kosovo: El canciller y vice primer ministro Behgjet Pacolli felicitó a Guaidó por su reelección según la constitución venezolana. Pacolli reafirmó su apoyo a él y al pueblo venezolano por sus llamados a restaurar la democracia y la prosperidad.[124]
- Taiwan: El Ministro de Relaciones Exteriores de Taiwán (MOFA) felicitó a Guaidó y reiteró su apoyo a las elecciones libres en Venezuela. El ministerio dice que Taiwán está listo para trabajar con socios de ideas afines para ayudar aún más a la gente a restaurar la democracia y la prosperidad del país.[125]

#### Organismos supranacionales
- Naciones Unidas: el secretario general António Guterres pide “bajar las tensiones y trabajar por una solución pacífica y sostenible a la crisis política”.[126]
- Organización de Estados Americanos: La Secretaría General acogió con beneplácito la reelección del "presidente interino y presidente de la Asamblea Nacional Juan Guaidó" y "reitera su condena al intento fraudulento de despojar a Juan Guaidó, con el uso de la violencia e intimidación, de sus poderes como Presidente interino de Venezuela y Presidente de la Asamblea Nacional del país".[127]
- Grupo de Contacto Internacional sobre Venezuela: En una declaración conjunta de 12 países del Grupo de Contacto sobre Venezuela (sin incluir a México y Uruguay), reiteró su apoyo a Juan Guaidó como líder de la Asamblea Nacional y consideró la elección de Parra como ilegítima y antidemocrática.[128]
- Grupo de Lima: El Grupo de Lima (excepto Argentina y México) respaldó la reelección de Juan Guaidó y condenó las "tácticas de fuerza e intimidación" contra los diputados.[129]
- Unión Europea: Peter Stano, vocero de Asuntos Exteriores y Política de Seguridad, catalogó las "irregularidades" como "inaceptables" y "incompatibles" con la legislación venezolana.[130]